# Céphalée de tension
 Mise en garde médicale
Une céphalée de tension (CT) est un type particulier de maux de tête, souvent chronique, non pulsatiles (contrairement aux migraines). Elle peut avoir différentes origines, due à des problèmes musculaires et squelettiques cervicaux, psychosomatique ou encore liée au stress. Les mécanismes de la céphalée de tension restent mal connus. Cependant, une origine multi-factorielle (combinaison de causes) est orientée, avec des mécanismes différents entre les céphalées de tension peu fréquentes ou fréquentes et les céphalées de tension chroniques.

## Description
Les céphalées de tension (CT) sont des maux de tête se manifestant par une douleur au niveau de la nuque, des zones temporales ou du front, pouvant se manifester en casque, en barre horizontale, etc. Elles peuvent apparaître des deux côtés de la tête (bilatérales), alors que les migraines apparaissent souvent d'un seul côté. Elles peuvent être épisodiques ou chroniques. Elles sont en général non pulsatiles, contrairement aux migraines.

## Causes
Plusieurs causes combinées (c'est-à-dire la combinaison de plusieurs facteurs ou modèle multi-factoriel) seraient à l'origine des céphalées de tension (CT) : des facteurs musculaires ou posturaux (dans le cas des CT épisodiques peu fréquentes), des épisodes de stress psychologique répétés + réactivité musculaire (dans le cas des CT épisodiques fréquentes) et un dysfonctionnement du système nerveux central (dans le cas des CT chroniques), mais selon certains médecins, la CT chronique serait une forme compliquée d'une CT épisodique mal maîtrisée initialement). En effet, la CT chronique viendrait d'un épuisement du système nerveux central à la suite d'une exposition prolongée intense et/ou répétée à un facteur stressant ou à une forte pression. Le seuil de tolérance est abaissé et plus faible que la majorité de la population. Le système nerveux central devient très sensible au moindre stimulus extérieur.
Précisons ces causes : des troubles psychosomatiques liés au stress (professionnel, familial) et liés à une angoisse (qui renforcerait la CT).
Cette angoisse serait elle-même causée ou liée, par exemple, à des traumatismes passés, plus ou moins graves ou répétitifs.
Certains facteurs moduleraient la manifestation « l'intensité » de la céphalée de tension : des facteurs internes propres à l'individu (l'état de stress, période particulière du cycle hormonal) et des facteurs environnementaux (rythme de vie, facteurs climatiques).
D'autres causes ont été fréquemment observées telles que des abus médicamenteux,. Il est alors question de « céphalées de rebond ». Le patient augmente régulièrement ses doses de médicaments antalgiques ou analgésiques, pour soulager ses souffrances. À la longue, il dépasse les doses prescrites et devient alors dépendant à ses médicaments. Et dès qu'il tente de se sevrer, il est pris de violentes céphalées de tension. Ce qui l'oblige alors à augmenter, sans cesse, ses doses de médicaments, pour éviter le retour de la douleur (voir sevrage et dépendance).
Les causes physiologiques incluent :
- Problèmes de vertèbres cervicales : Des vertèbres pourraient causer une pression sur certains nerfs (compression des nerfs d'Arnold, de la moelle épinière ou moelle spinale, d'autres nerfs…)[8].
- Problèmes de gouttière dentaire mal refermée : Des céphalées de tension seraient associées à certains cas de bruxisme[9],[10].
- Malformation d’Arnold-Chiari (rare) : La pression excessive exercée par les os de la boîte crânienne sur le cervelet serait à l'origine des céphalées de tension liées à la malformation d’Arnold-Chiari[11],[12]. Elles sont détectables grâce à l'IRM.
- Névralgie d'Arnold[13].
- Fistule durale du sinus caverneux
- Accident ischémique transitoire

Une autre cause diverse rare et très rare notamment l'hydrocéphalie associées des céphalées de tension (cas rares), les céphalées de tension seraient mises sur le compte de la pression excessive du liquide céphalo-rachidien sur le cerveau.

## Syndrome de sensibilité centrale
Selon certains médecins, les CT semblent avoir des relations avec d'autres syndromes (fibromyalgies, syndrome de l'intestin irritable, fatigue chronique…) au point d'être désignées par une dénomination commune : « Central Sensitivity Syndromes » (CSS).
Pour ces médecins et d’autres, un dérèglement durable de certaines fonctions cérébrales (au niveau du système de gestion de la douleur), au sein du système nerveux central, conduirait à ces maladies (dont les céphalées de tension chroniques).

## Conséquences sociales
Selon l'Organisation mondiale de la santé (OMS), elles peuvent être invalidantes dans leur forme chronique.
Le docteur Lantéri-Minet, indique dans son livre qu'on[Qui ?] évalue « la gravité d’une maladie en fonction de l’importance de la qualité de vie qu’elle induit. À ce titre, la CT peut être une maladie grave, notamment chez les sujets souffrant d’une forme épisodique et, à fortiori, chronique ».
Les conséquences sociales des CT chroniques sont multiples,, : absentéisme professionnel, angoisse, agressivité, dépression, anxiété et difficultés pour les études.
Les CT, en particulier chroniques ont un retentissement sur l'activité professionnelle, principalement en augmentant l'absentéisme et provoquant une perte de productivité, ainsi des études, ont montré que 60 % des malades souffrant de CT ont connu une incapacité de travailler ; et 64 % ont connu une réduction de leurs performances professionnelles.
Les CT ont des taux de mortalité et de morbidité nuls, mais peuvent être à l'origine de dépressions graves.

## Traitements

### Médicaments
Se basant sur l'hypothèse, généralement admise, d'une origine psychosomatique à la plupart des CT, elles sont, en général traitées par des médicaments psychotropes tels que des antidépresseurs dont les effets partiellement anti-douleur sont utilisés, les antiépileptiques, dont l'effet antalgique sur les douleurs neuropathiques ou « neurogènes » ont été constatées, et les neuroleptiques. Pour qu'ils fassent effet, les psychotropes doivent être alors souvent pris pendant une période plus ou moins longue. Les effets psychologiques et physiologiques de ces derniers sont souvent loin d'être négligeables. Ils peuvent provoquer des troubles sexuels, une prise de poids, une certaine somnolence, des pertes de vigilance et de concentration ayant des effets dangereux pour certains métiers (tels que les conducteurs, les pilotes) requérant toute l'attention de l'employé. Le traitement de première ligne est l'amitriptyline, tandis que la mirtazapine et la venlafaxine peuvent être des options de seconde ligne.
Se basant sur l'hypothèse d'une cause musculaire péri-crânienne aux CT, certains médecins explorent la voie des injections péri-crâniennes de Botox (nom commercial de la toxine botulique), un paralysant musculaire. Le traitement par la toxine botulique pose un certain nombre de problèmes. Celui-ci requiert de trouver la localisation précise du point à l'origine de la douleur — situé souvent dans une zone plus ou moins étendue et en général uniformément douloureuse —, d'estimer la dose réelle à injecter afin de relaxer totalement le muscle contracté, impliqué dans la sensation douloureuse et de prendre en compte la toxicité du produit : la tête risque de ne plus pouvoir être soutenue ou être tournée de gauche à droite ou de bas en haut, à cause de la paralysie de certains muscles. Les injections doivent être faites progressivement, lors d'un protocole se déroulant sur plusieurs séances[réf. nécessaire]. L'efficacité d'un tel traitement n'est pas démontrée.
Ces médicaments ne peuvent être délivrés que sur ordonnance médicale.

### Psychosomatiques
L'efficacité des traitements psychosomatiques reste à prouver scientifiquement.
Les psychothérapies, en particulier les psychothérapies comportementales peuvent être utilisées. Avec celles-ci, le praticien essaye, le plus souvent, lors d'une sorte d'enquête policière, de trouver les évènements survenus au patient ou ses comportements inappropriés, qui seraient à l'origine du déclenchement des CT. Un changement de contexte environnemental (professionnel, familial, psychologique…) dans lequel vit le patient, a pu être à l'origine, dans certains cas, de la disparition totale des CT, vécues souvent par le patient, durant des années[réf. nécessaire].
L'hypnose permet souvent de mieux localiser la zone douloureuse, voire de découvrir d'autres zones douloureuses, normalement faiblement ressenties[réf. nécessaire].

### Biostimulation
L'acupuncture semble avoir une certaine efficacité, selon des données probantes de qualité modérée. Les résultats de l'institut Cochrane suggèrent que l'acupuncture est efficace pour le traitement des épisodes fréquents ou chroniques des CT.
Des traitements mécaniques comme la kinésithérapie, l'ostéopathie et le massage sont destinés soit à soulager la compression supposée de certaines vertèbres sur certains nerfs, soit à relaxer.
Il existe d'autres techniques supposées soulager les patients telles que la cryothérapie, les techniques de relaxation (biofeedback, yoga, training autogène), la chiropractie, les bandeaux compressifs et les ondes électromagnétiques (ondes courtes en mode pulsé).
Le sport (pour ses effets anti-douleur, rôle des endomorphines naturelles, surtout dans le cadre du sport de haut niveau). Les impulsions électriques (électrothérapie), parfois couplées avec la diffusion d’ions calcium et magnésium à travers l'épiderme.
D'autres traitements mécaniques incluent la fibrolyse par crochetage, la physiothérapie, (gymnastique posturale) et l'ultrasonothérapie (ultrasons).
Ces techniques ont de l'effet sur les CT épisodiques peu fréquentes à fréquentes et peu d'effet sur les céphalées de tension chroniques. Les résultats obtenus restent souvent aléatoires ou fragiles[réf. nécessaire].

#### Ouvrages
Dans le monde, il n'existe pratiquement pas d'ouvrages scientifiques ou de vulgarisation, uniquement consacrés aux céphalées de tension. Citons quand même :
- Céphalées de tension, Dr Michel Lantéri-Minet, Éditions MEDI-TEXT, 2009, 74 pages (le 1er ouvrage de vulgarisation, sur la question, publié en France).
- Tension Headache - A Medical Dictionary, Bibliography, and Annotated Research Guide to Internet References, JAMES N. PARKER, M.D. & PHILIP M. PARKER, PH.D., ICON Health Publications, http://www.ebookmall.com/ebook/193608-ebook.htm (cet ouvrage électronique, au format PDF, n'est essentiellement qu'une compilations de liens URL sur des textes _ souvent anciens _ consacrés aux céphalées de tension).

#### Articles généralistes
- Article "Tension type headache" de Bendtsen L., Schoenen J., in The Headaches 3nd edition. Lippincott Williams & Wilkins, Philadelphia, 2006.
- Céphalées de tension (Article sur le site "information hospitalière").